# 周臣 (明朝畫家)
周臣（？—？），字舜卿，号东村。南直隶蘇州府吳縣（今江苏苏州）人，明代画家。擅画山水人物，画法严整工细。

## 生平
周臣是院体绘画的高手，在成就上被认为可与戴进比肩，但互有所长。其山水师承陈暹。曾经刻苦临摹李唐、李成、郭熙、马远等宋人作品，尤得李唐之精髓。画山石坚凝，章法严谨，用笔纯熟。其人物画也异常出色，古貌奇姿，绵密萧散，各极意态。
《柴门送客图》为其代表作之一，取杜甫“相送柴门月色新”诗意。此图以隐居生活为表现题材，画面描绘一文人携琴访友后，主客二人分别时依依不舍，明月高挂在高空，船工却已在船头熟睡，直至客人即将登船尚未酲来。人物神情刻画生动，衣纹线条硬直而疏简。长松、坡石、芦萍用笔率意放纵，水墨刚劲，用笔娴熟，气韵贯畅，反映了寄情山水，志耽林泉的闲雅情趣。在表现这类隐逸生活题材时，画家不同于历代文人画追求荒率空寂的意境，而是赋予雄伟辉弘的气势，体现了作者独特的艺术特色。
周臣有两个特别著名的学生，是吴门四家中的唐寅和仇英，此二人青出于蓝，在当时名气已超过周臣。据传唐寅以画成名之后，因疲于应酬，常请周臣代笔，故唐寅流传之作，多有周笔，非慧眼不能辩识。

## 作品
周臣是个多产画家，流传下来的作品相当丰富，仅上海博物馆一处就收藏有他的二十多件作品，北京故宫博物院，南京博物院收藏，臺北國立故宮博物院，及国外许多艺术博物馆内也都有收藏。其传世作品作品件件结构精细工整，下笔一丝不苟，幅幅见功力。
- 《沧浪亭图》　中国历史博物馆藏
- 《青泉小隐图》北京故宫博物院藏
- 《春山游骑图》北京故宫博物院藏
- 《春泉山隐图》北京故宫博物院藏
- 《渔乐图》    北京故宫博物院藏[3]
- 《雪村访友图》济南博物馆
- 《閒看兒童捉柳花句意圖》臺北國立故宫博物院藏
- 《甯戚飯牛圖》臺北國立故宫博物院藏
- 《松巖飛瀑圖》，臺北國立故宫博物院藏
- 《水亭清興圖》臺北國立故宫博物院藏
- 《松窗對奕圖》臺北國立故宫博物院藏
- 《清泉聽阮圖》臺北國立故宫博物院藏
- 《长夏山村图》上海博物馆藏
- 《上斋客至图》上海博物馆藏
- 《春山游踪图》上海博物馆藏
- 《柴门送客图》南京博物院藏
- 《香山九老图》天津市艺术博物馆藏
- 《桃花源图》　苏州市博物馆藏
- 《月鸦图》　　辽宁省博物馆藏
- 《溪山楼观图》美国波士顿美术馆藏
- 《流民图》　　美国克利夫兰艺术博物馆藏